# Людвіг Гесс

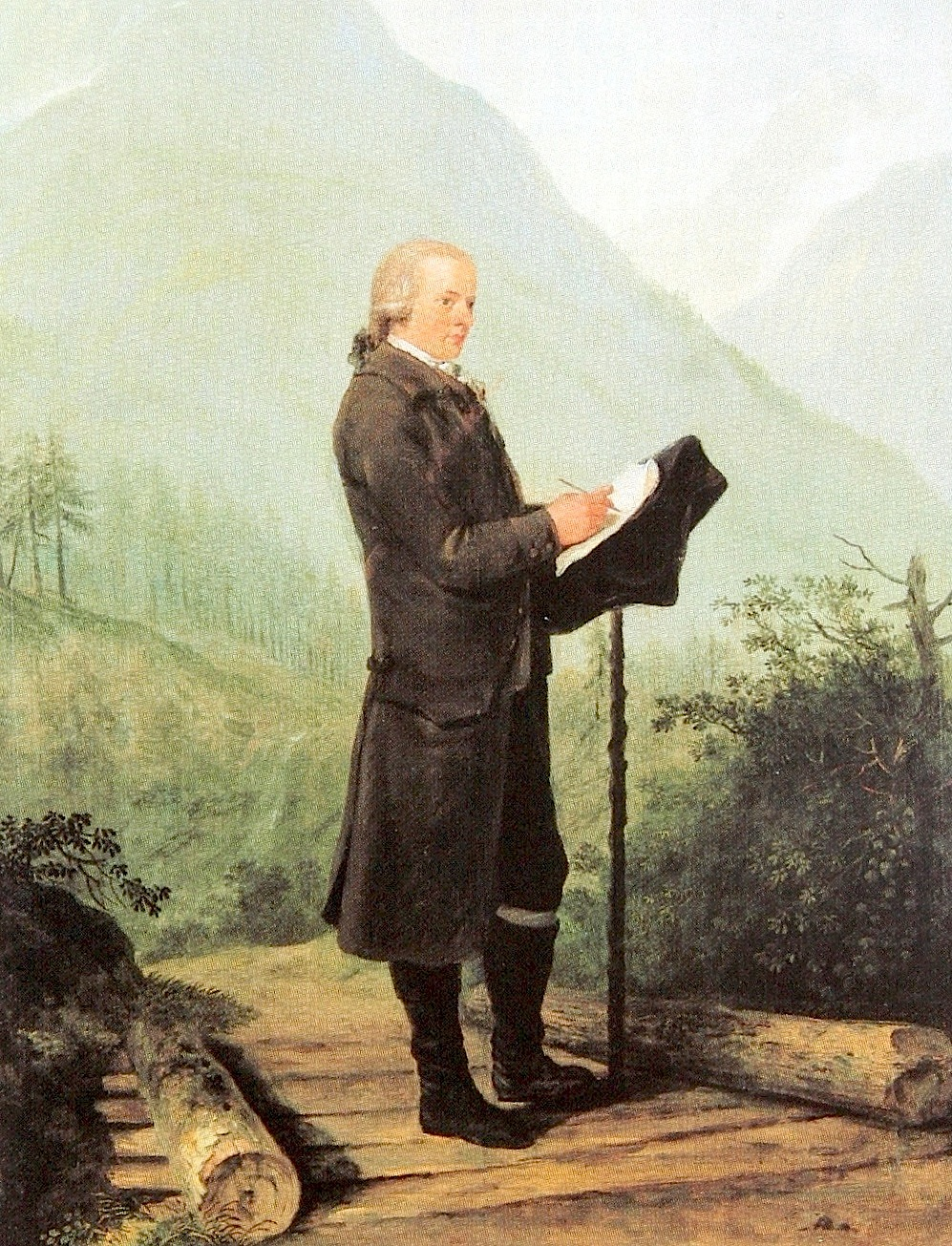
Гесс близько 1790 року

Лю́двіг Гесс (нім. Ludwig Hess; 18 жовтня 1760, Цюрих — 13 або 16 квітня 1800) — швейцарський художник-пейзажист та гравер.

## Життєпис
Людвіг Гесс, син м'ясника, спочатку вивчився на професію батька, щоб продовжити сімейну справу. У 1785 році Гесс став писарем у гільдії Цум Віддер, а в 1790 році — членом Великої ради Цюриха.
Його талант розвивався завдяки спілкуванню з Генріхом Вюстом, у якого він навчався з 1778 року, та Саломоном Гесснером, у якого брав уроки з 1784 року. Зрештою він залишив свою професію та у 1794 році відвідав Флоренцію і Рим. Серед його пейзажів, натхненних Альпами та Італією, особливо вирізняються твори «Монблан», «Рютлі» та «Каплиця Телля». Після 1798 року він також створював гравюри пейзажів на міді.
2 травня 1790 року Людвіг Гесс одружився з Анною Барбарою Вегманн (нар. 25 вересня 1764). Його сином був цюрихський муніципальний політик Йоганн Якоб Гесс.
Біографія Людвіга Гесса, яка до 2005 року вважалася втраченою, була знову знайдена в Графічній колекції ETH Цюриха серед документів Карла Готтгарда Грасса (1767–1814).